# فرودگاه گاردنر (میزوری)
فرودگاه گاردنر (میسوری) (به انگلیسی: Gardner Airport (Missouri)) یک فرودگاه خصوصی است . این فرودگاه در کشور ایالات متحده آمریکا قرار دارد و در ارتفاع ۴۰۴ متری از سطح دریا واقع شده‌است.